# Défilés militaires en Azerbaïdjan
Cet article présente tous les défilés militaires organisés en Azerbaïdjan depuis la création de la première nation azerbaïdjanaise en 1918. Actuellement, le défilé qui a lieu lors de la Journée des forces armées le 26 juin est l'un des plus importants de ceux organisés dans l'ex-Union soviétique. Tous les défilés militaires sont composés d’officiers et de membres du personnel du Ministère de la défense, du Ministère de l’intérieur, des Situations d’urgence, du Service de la sécurité de l’État, du Service national des frontières, de la Garde nationale et du Service spécial de la protection de l’État.

## République Démocratique Azerbaïdjanaise (1918-1920)
Le 15 septembre 1918, des divisions de l'Empire ottoman marchent sur Bakou lors d'un défilé de la victoire revu par le commandement de la Troisième Armée, en présence de Nuri Killigil (fondateur et commandant de l'Armée islamique du Caucase). Le 28 mai 1919 a lieu le premier défilé militaire dans l'État nouvellement indépendant d'Azerbaïdjan en l'honneur de la fondation de la République Démocratique d'Azerbaïdjan. Celui-ci se tient dans la zone de l'actuel Centre des musées et coïncide avec la fête de la République.

## Azerbaïdjan soviétique (1920-1991)
Jusqu'à la dislocation de l'URSS en 1991, Bakou accueille régulièrement des défilés militaires ainsi que des manifestations civiles en l'honneur des fêtes nationales soviétique telles que le jour de la révolution d'octobre et la journée internationale des travailleurs. Lors du défilé de la Révolution d'octobre 1967 sur la place Lénine à Bakou, le défilé est ouvert par la garde d'honneur au lieu de batteurs. C'est l'une des premières villes à faire cela dans un défilé annuel. 
En octobre 1970, la République Socialiste Soviétique d'Azerbaïdjan célèbre son 50e anniversaire par le défilé militaire de la 4e armée. Ce défilé, initialement prévu pour avril, c'est-à-dire le mois où la République a été déclarée, est finalement reporté en raison des célébrations du 100e anniversaire de la naissance de Vladimir Lénine qui ont lieu au début du mois. Le ministre de la Défense, le maréchal de l'Union soviétique Andreï Gretchko fait partie de l'assistance.
La préparation du défilé commence généralement deux mois à l'avance à la caserne de l'unité locale, les participants préparant souvent jusqu'à deux heures par jour pour le défilé.

## République d'Azerbaïdjan (1991-présent)

### Célébrations de la Victoire de guerre (2020-présent)
Le 10 décembre 2020, un défilé de la victoire est organisé en l'honneur de la victoire de l'Azerbaïdjan sur l'Arménie à l'occasion de la deuxième guerre du Haut-Karabagh. Un groupe de militaires qui s'y était distingué défile à cette occasion en présentant du matériel militaire, des véhicules aériens avec et sans pilote, ainsi que des trophées de guerre. Au total, 3 000 militaires participent à ce défilé auquel est invité un contingent du commandement des forces spéciales turques.
Le président turc Recep Tayyip Erdoğan est présent dans le cadre d'une visite d'État à Bakou. Un porte-parole militaire décrit ce jour comme « le premier événement important de l’histoire du développement de l’Azerbaïdjan, car le défilé de la victoire n’a jamais eu lieu en Azerbaïdjan et la place de la Liberté n’a jamais vu le défilé de la victoire ».
En réponse aux informations des médias sociaux arméniens selon lesquelles des captifs arméniens auraient pris part à la parade, le service de sécurité de l'État d'Azerbaïdjan affirme que « l'humiliation des prisonniers de guerre n'est pas une caractéristique du peuple azerbaïdjanais et de [son] armée victorieuse ».
D'autres défilés sont également prévus dans les années à venir pour honorer la victoire avec des défilés le 8 novembre, jour officiel de la victoire marquant la fin de la guerre.

## Galerie

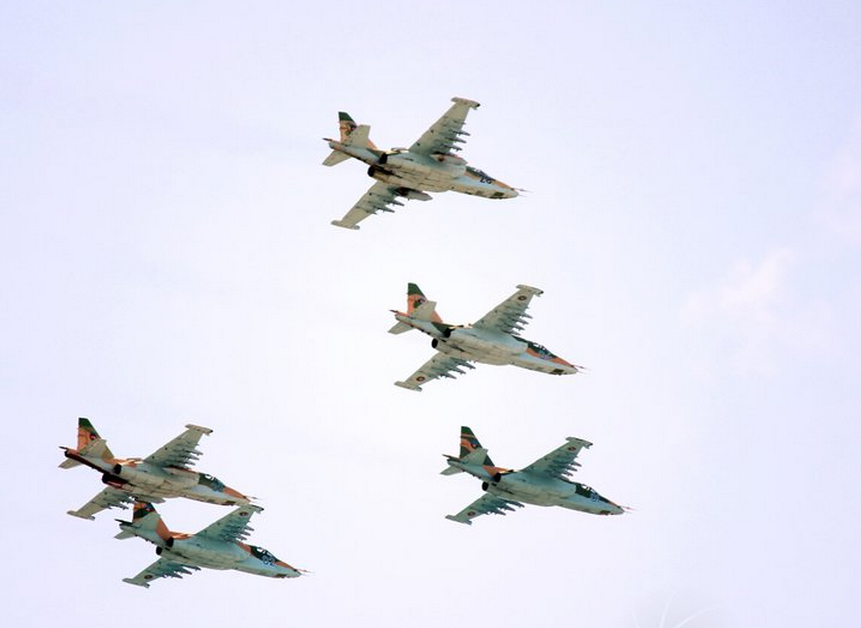
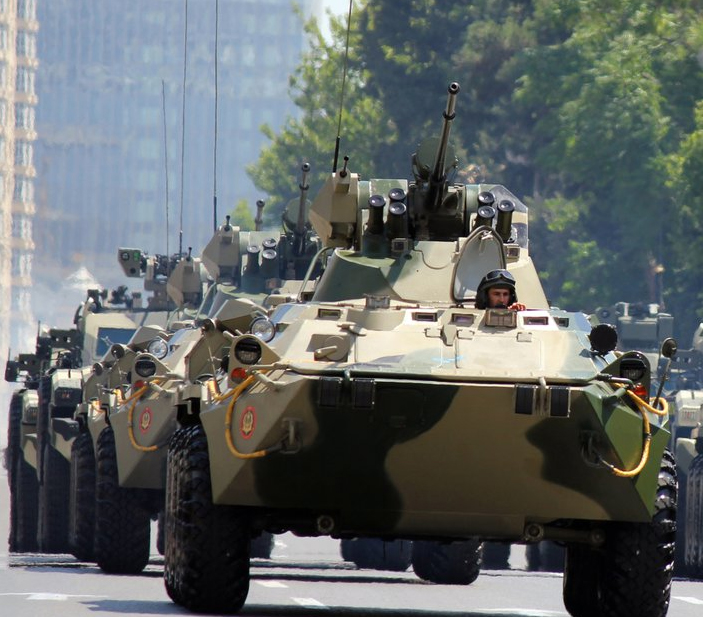
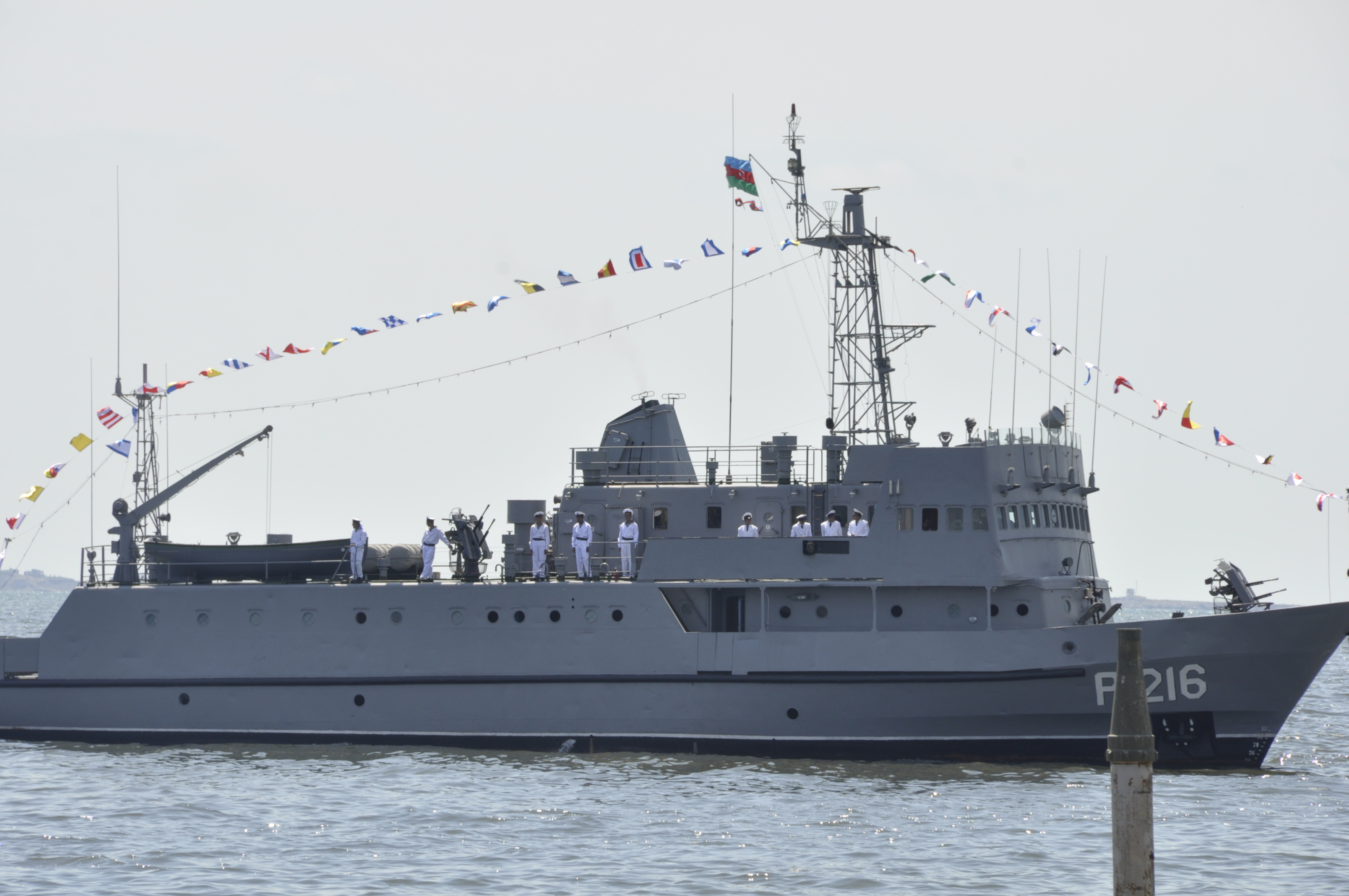
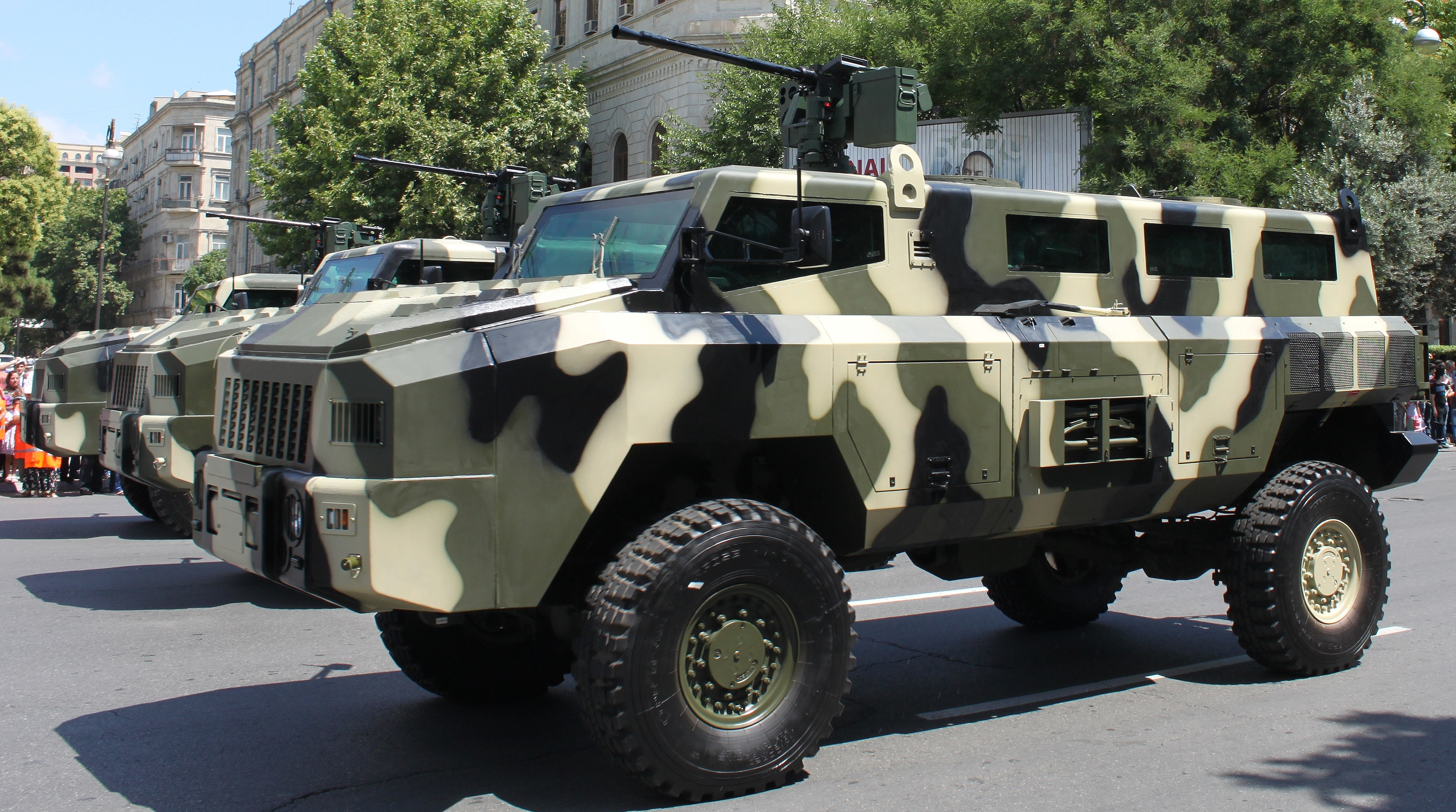
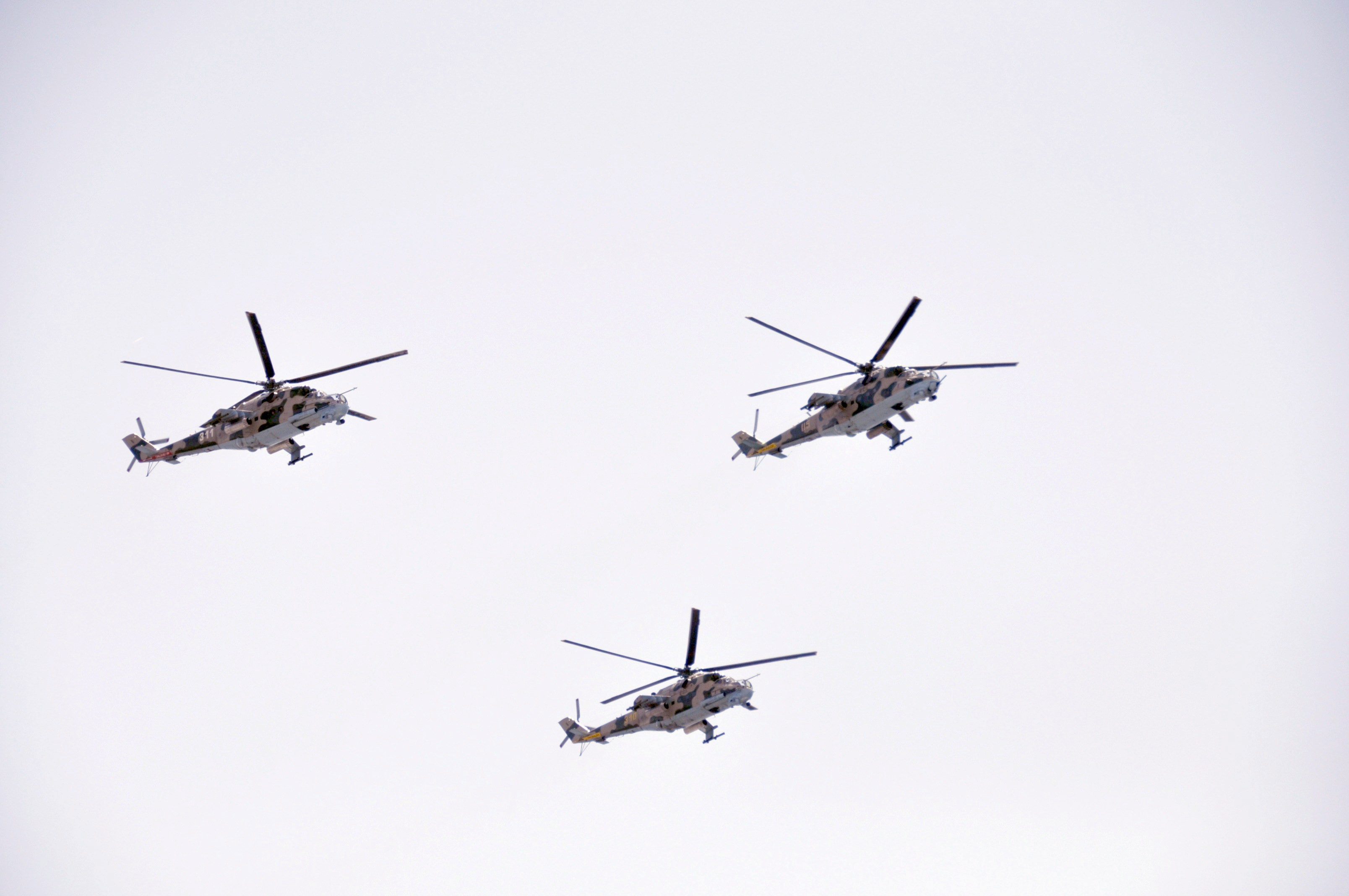

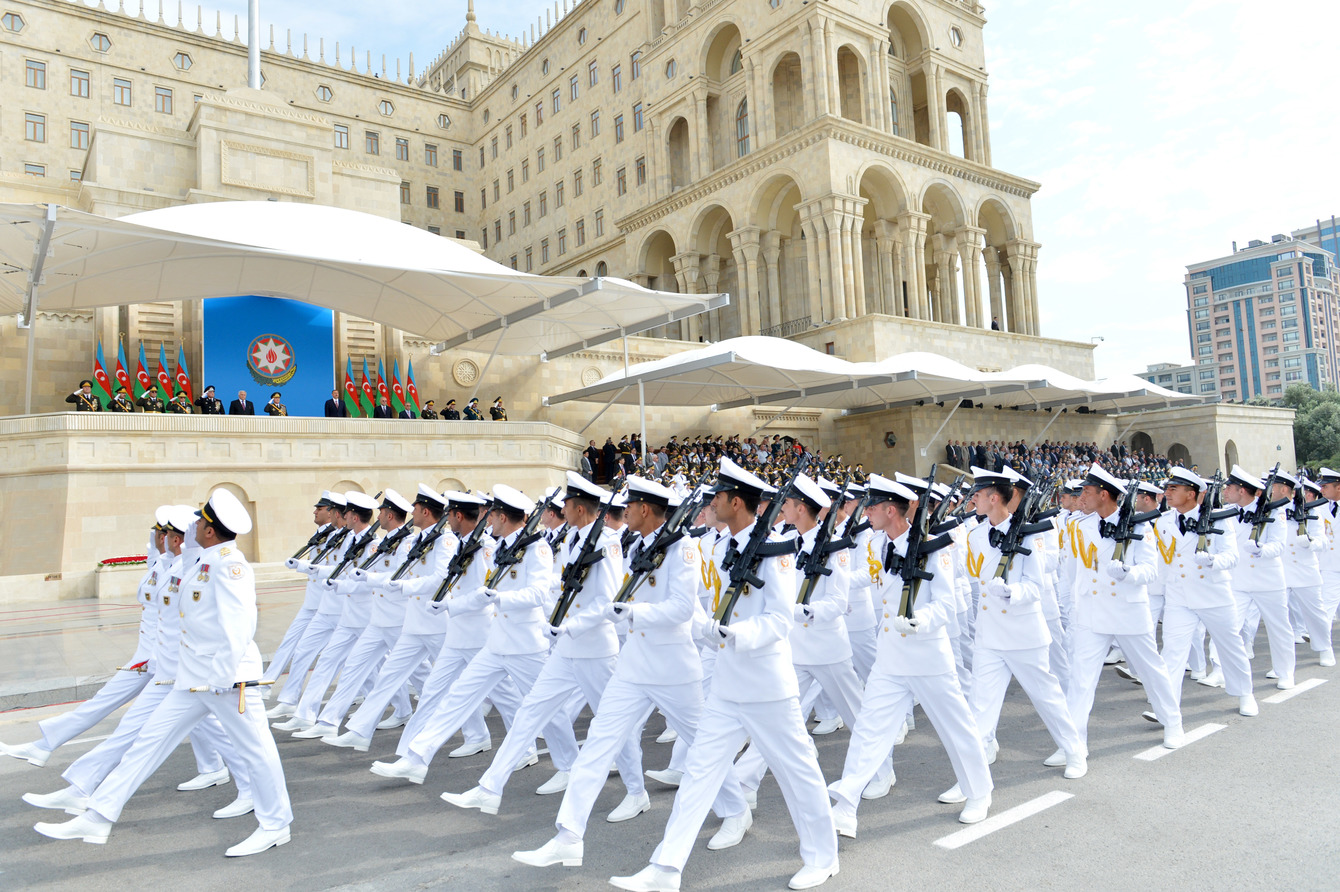
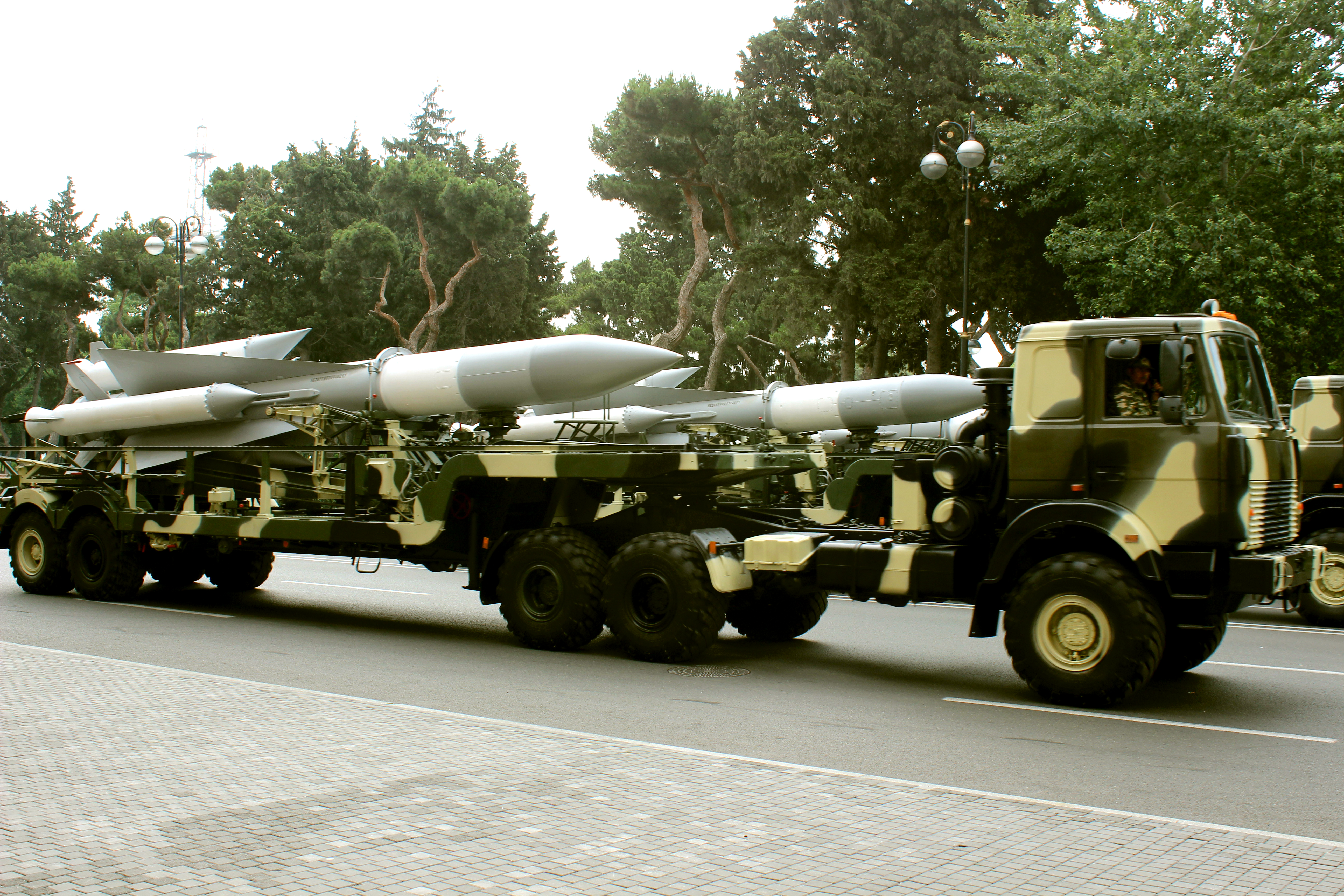
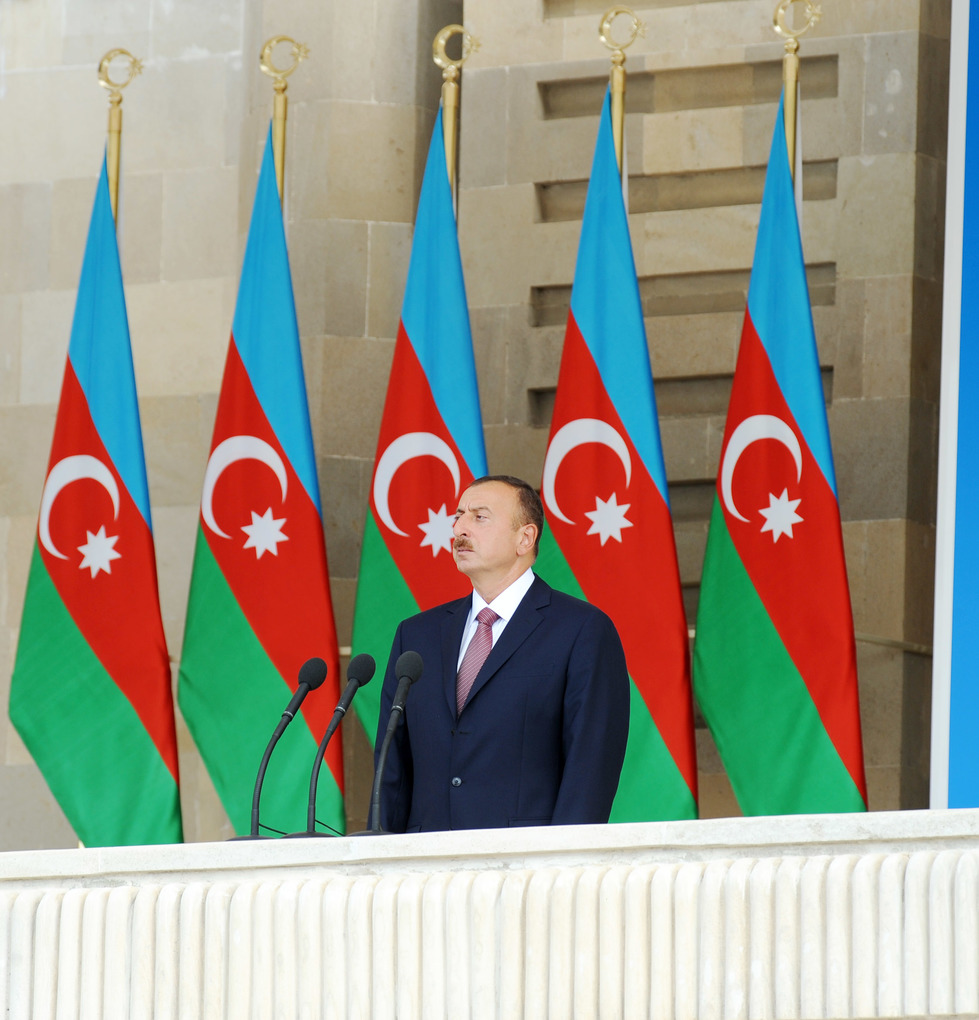
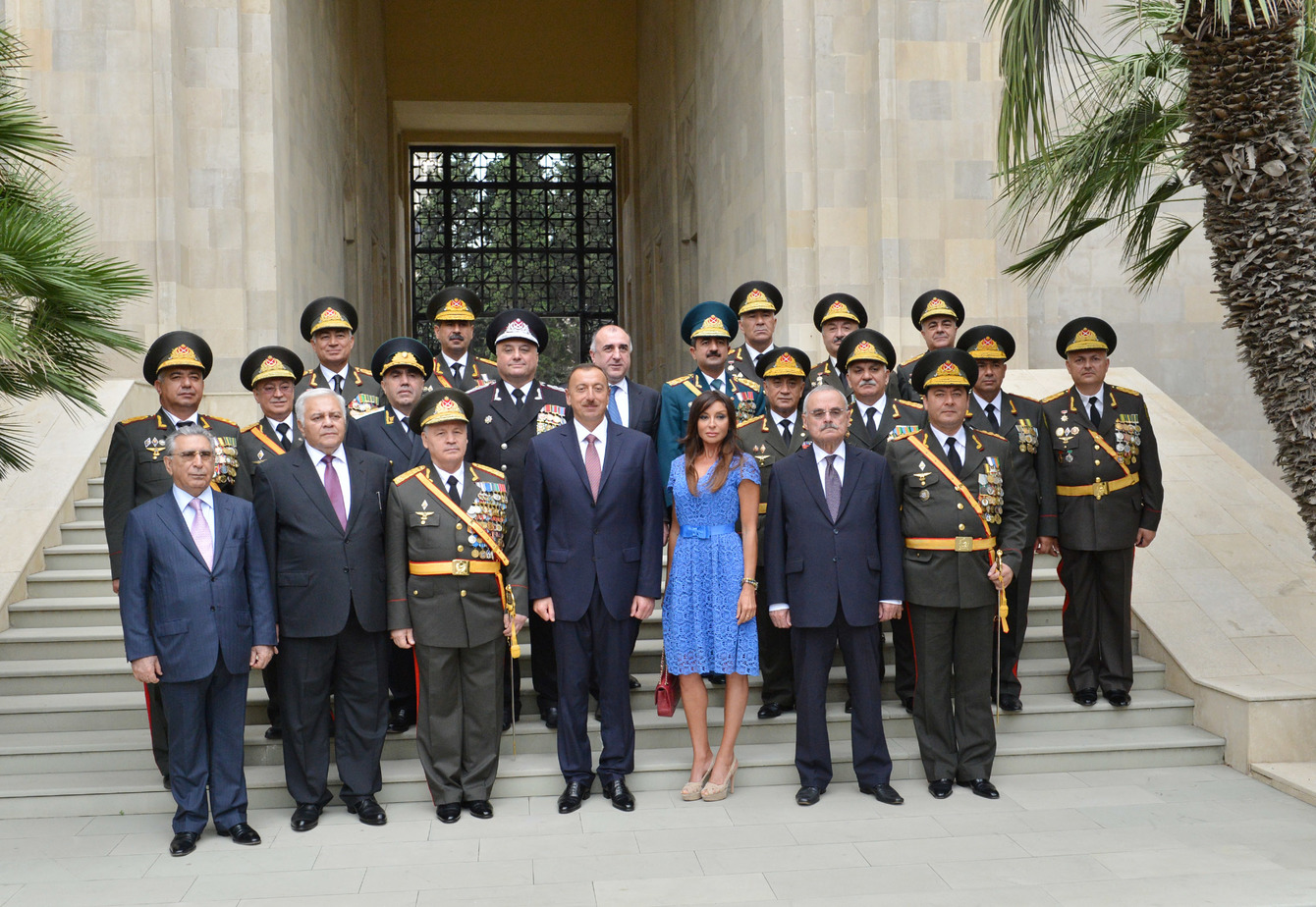

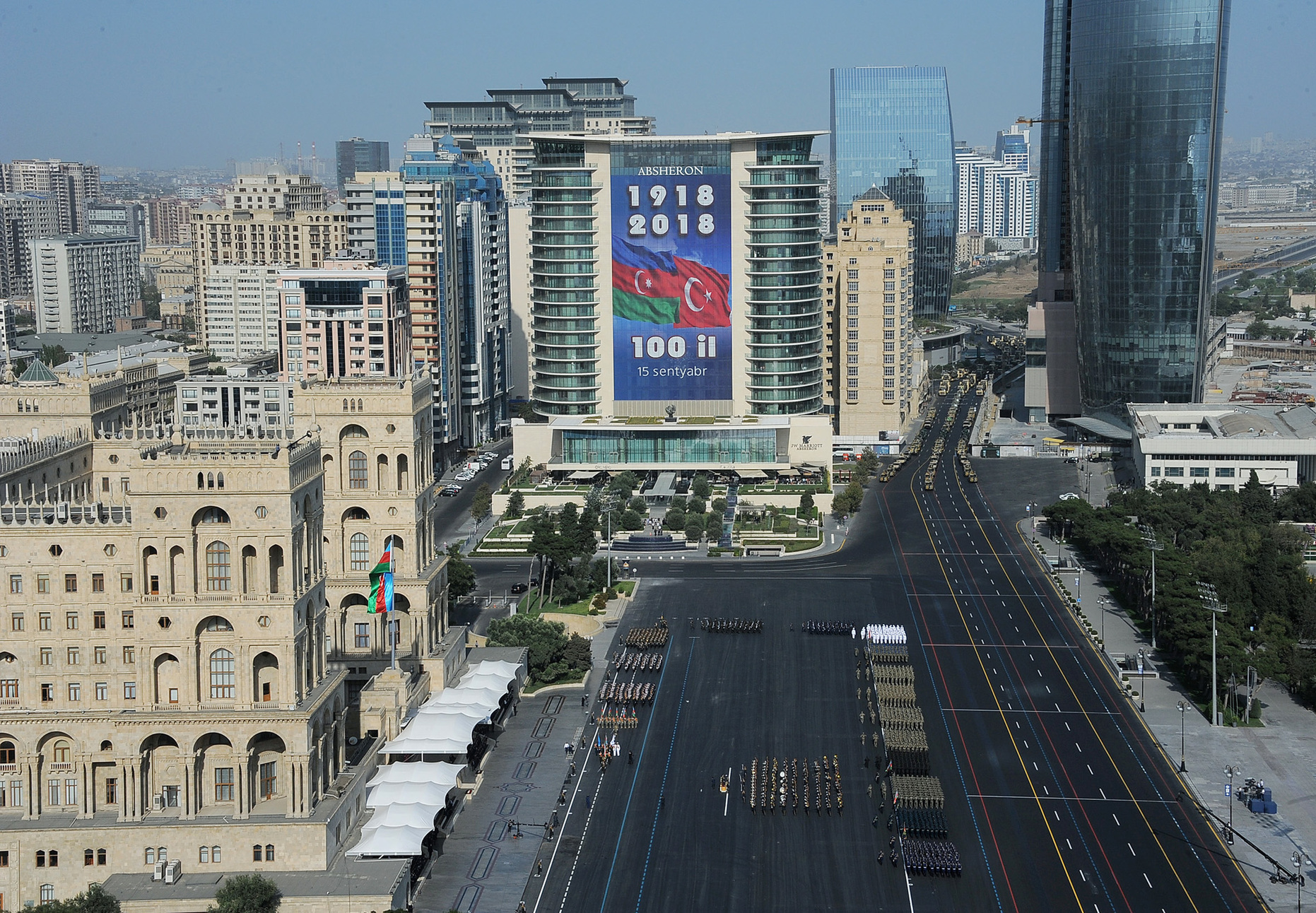
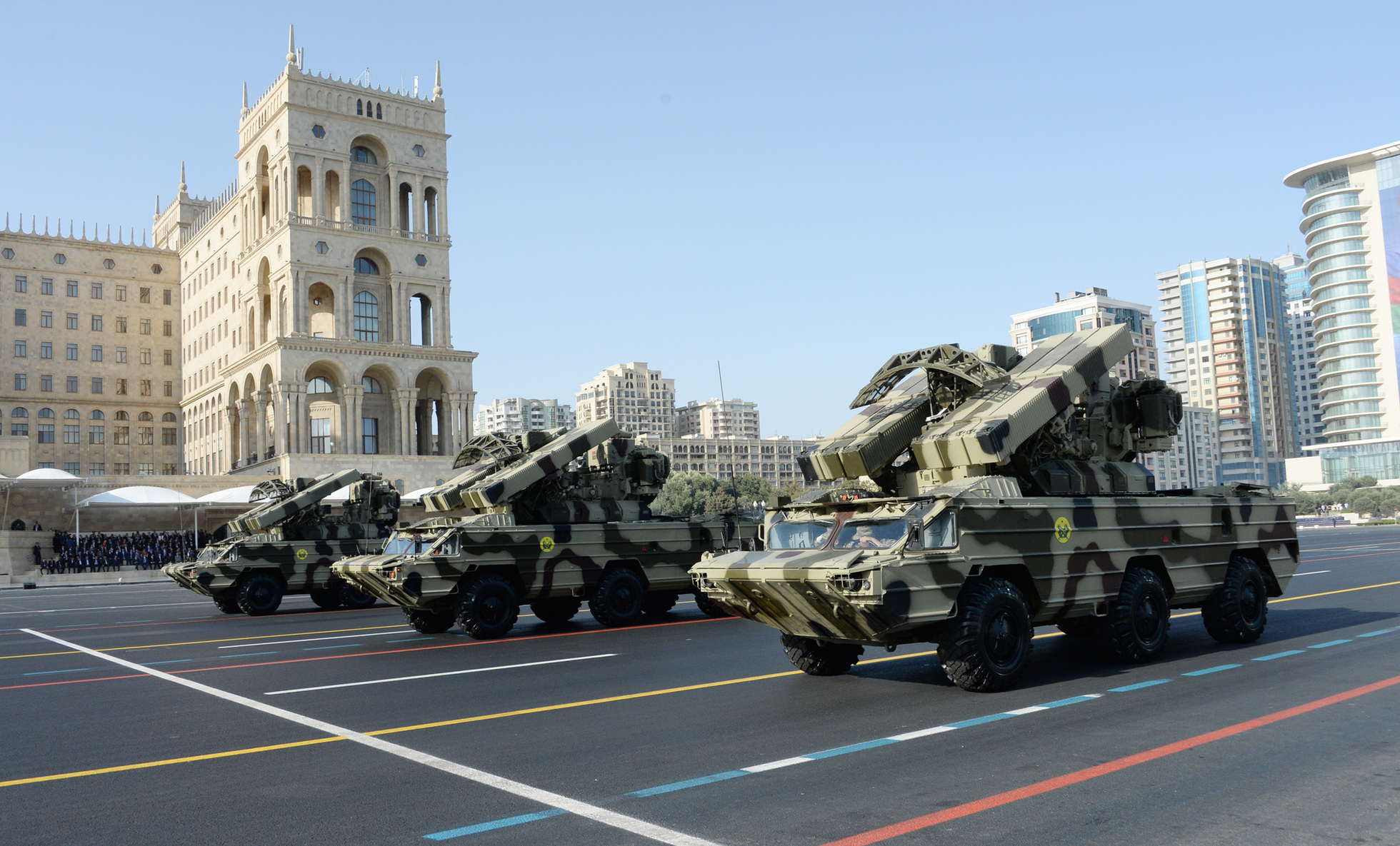
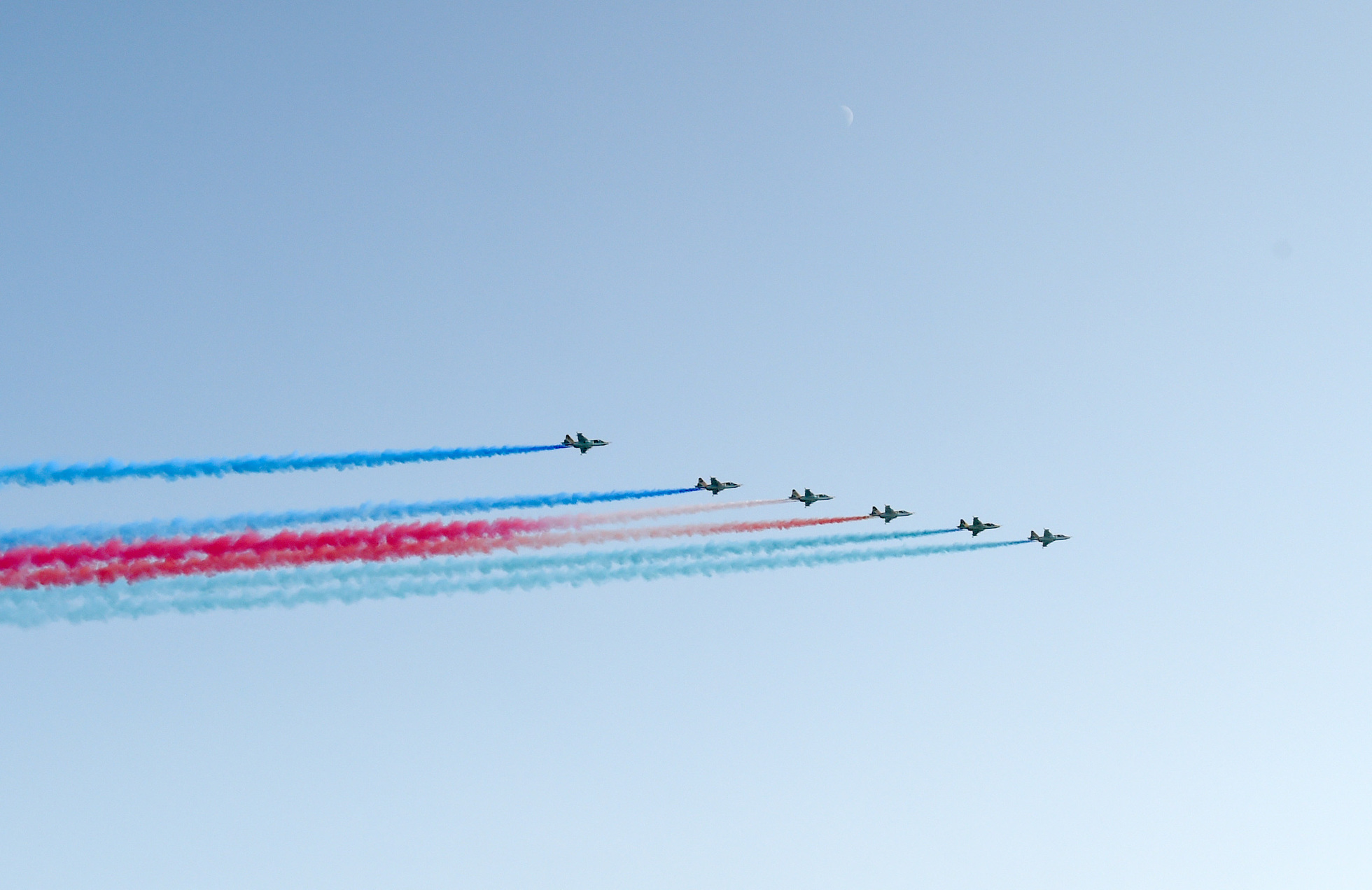
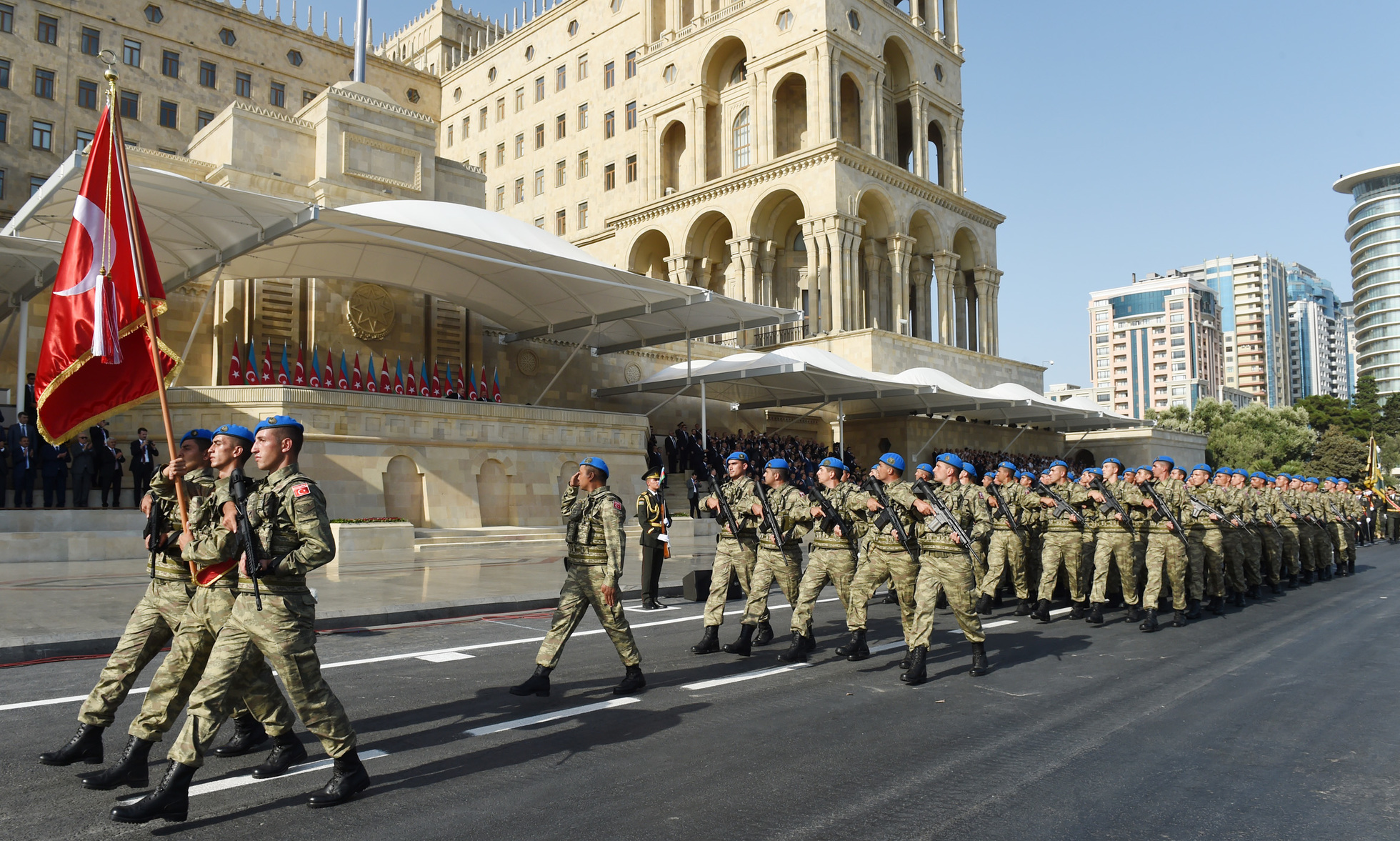

2011
2013
Septembre 2018